# هاروتیون تر-مارگاریان
هاروتیون مکرتچی تر-مارگاریان (ارمنی: Հարություն Մկրտչի Տեր-Մարգարյան؛  زادهٔ ۱۵ ژوئیهٔ ۱۹۰۳ - درگذشته ۲۸ فوریهٔ ۱۹۹۰) مهندس اهل ارمنستان بود.

## زندگی‌نامه
وی در ۱۵ ژوئیهٔ ۱۹۰۳ در تفلیس به دنیا آمد و از انستیتو لازاریان (۱۹۲۰) فارغ‌التحصیل گشت. همچنین برندهٔ جوایزی همچون نشان پرچم سرخ کار، نشان جنگ میهنی (درجه یک)، نشان لنین، جایزه دولتی اتحاد شوروی شده است. وی در ۲۸ فوریهٔ ۱۹۹۰ در سن ۸۶ سالگی در مسکو درگذشت.

## یادداشت
1. ↑  Armenian Soviet Encyclopedia
2. ↑  Ով ով է. հայեր (կենսագրական հանրագիտարան: Երկու հատորով) / Հայկական համառոտ հանրագիտարան
3. ↑  en:Lazarev Institute of Oriental Languages